# Gottesackerkapelle (Rheinfelden)

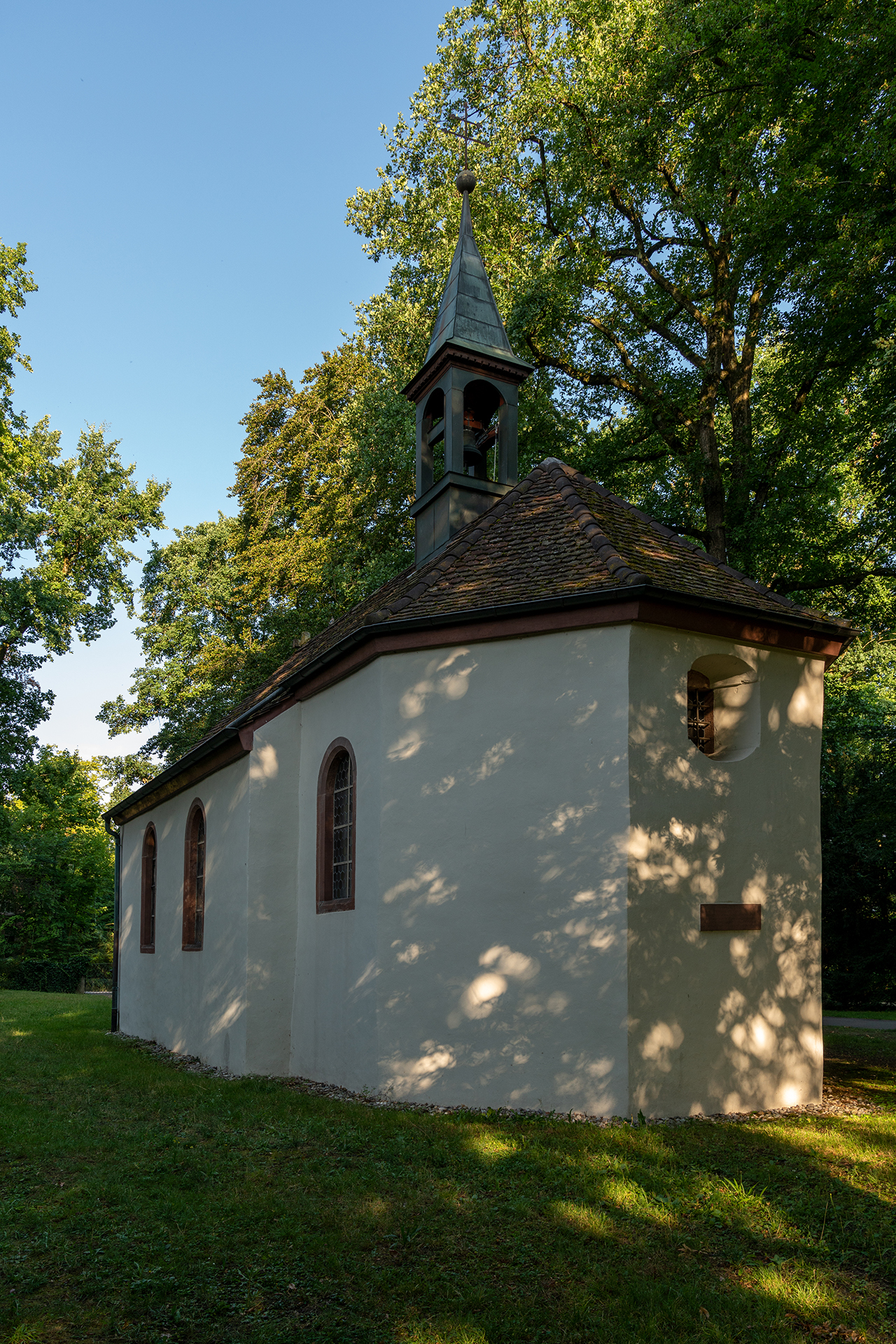
Gottesackerkapelle

Die Gottesackerkapelle ist eine ehemalige römisch-katholische Kapelle in Rheinfelden im Kanton Aargau. Sie befindet sich östlich der Altstadt im Stadtpark. Das barocke Bauwerk entstand im Jahr 1740 und ist als Kulturgut von regionaler Bedeutung eingestuft.

## Geschichte
1598 richtete die Stadt östlich des Kupfertorturms einen neuen Friedhof ein, der den bisherigen vor der Martinskirche entlastete; gleichzeitig entstand eine Kapelle. 1633/34 wurden Friedhof und Kapelle während der schwedischen Belagerung verwüstet und 1639 wiederhergestellt. 1740 erfolgte ein vollständiger Neubau der Kapelle unter der Leitung des städtischen Baumeisters Franz Altermatt. 1827 ersetzte man das Vorzeichen und den Dachreiter. Der Friedhof wurde 1924 aufgegeben und die Kapelle später profaniert. Bei der umfassenden Restaurierung in den Jahren 1969/70 erhielt die Kapelle eine neue Orgel von Metzler Orgelbau.

## Bauwerk
Der schlichte spätbarocke Rechteckbau besitzt einen eingezogenen Chor in polygonaler Form. Auf dem Satteldach befindet sich ein mit Kupfer verkleideter Dachreiter mit Spitzhelm. Rundbogenfenster schneiden in die Wände des Langhauses und die kurzen Flanken des Chors, während ein auf Holzsäulen ruhendes Vorzeichen mit Walmdach die Eingangsfront dominiert. Ins Gewände des Portals sind einzelne Spolien eingearbeitet. Auf dem Mittelstück des Scheitelsteins stehen die Jahreszahl 1740, Initialen und ein Steinmetzzeichen. Die klassizistische zweiflügelige Tür besitzt im Bogenfeld ein Fächermotiv.
Im Innern trennt ein schmaler Rundbogen den flach gedeckten Saal vom Chor. Dort steht ein spätbarockes Altarretabel, dessen zwei Säulenpaare ein verkröpftes Gebälk tragen. Im Altarauszug befindet sich ein transparentes IHS-Medaillon. Das Altarblatt stammt aus dem 17. Jahrhundert, dargestellt sind die um den Gekreuzigten und Maria versammelten Vierzehn Nothelfer. An der Westwand sind zwei farbig gefasste Epitaphien aus Sandstein angebracht. Die Bildhauerarbeiten veranschaulichen den Übergang vom späten Rokoko zum frühen Klassizismus. Das grossformatige Tafelbild am rechten Chorbogen aus dem 18. Jahrhundert befand sich einst im Kapuzinerkloster; es zeigt die Heiligen Ignatius von Loyola und Franz Xaver.